# Stanfordski zatvorski eksperiment
Stanfordski zatvorski pokus ili eksperiment (engleski Stanford prison experiment) psihološki je pokus koji je 1971. na Sveučilištu Stanford proveo profesor psihologije Philip George Zimbardo. Eksperiment je proveden nad skupinom studenata dobrovoljaca koji su bili podijeljeni na uloge zatvorenika i stražara u zamišljenom zatvoru napravljenom u podrumu Jordan Halla (zgrade za psihologiju na Stanfordu). Svrha studija bila je proučavanje psiholoških učinaka koji se javljaju nakon što netko preuzima ulogu stražara ili zatvorenika u simuliranom zatvoru, odnosno kako pozicija nadređenosti ili podređenosti utječe na osobu. Proučavao je i kako zatvor i uskraćivanje identiteta u zatvoru utječe na pojedinca.
Eksperiment, koji je trebao trajati dva tjedna, je obustavljen nakon samo šest dana zbog šokantnih situacija koje su nastupile tijekom eksperimenta. Neki su se čuvari počeli izrazito nasilno i uvredljivo ponašati prema zatvorenicima, što je navelo Zimbarda, na poticaj partnerice Christine Maslach, da prekine eksperiment prije nego što je trebao završiti. Nakon razgovora sa svojim »stražarima« i »zatvorenicima«, Zimbardo je analizirao podatke i objavio svoje nalaze, koje je i kasnije iznosio u svojoj knjizi Luciferov učinak: Kako dobri ljudi postaju zli.
Kontroverzni eksperiment stekao je veliki publicitet tijekom narednih desetljeća, međutim njegove metode opisane su kao duboko pogrešne. Eksperiment je opisan u mnogim uvodnim udžbenicima socijalne psihologije, iako ga neki isključuju zbog zabrinutosti oko njegove metodologije i etike.

## Ciljevi eksperimenta
Službena web stranica Stanfordskog zatvorskog eksperimenta opisuje cilj eksperimenta na sljedeći način:
Htjeli smo vidjeti kakvi su psihološki učinci postajanja zatvorenikom ili zatvorskim čuvarom. U tu svrhu odlučili smo postaviti simulirani zatvor i potom pažljivo zabilježiti učinke ove ustanove na ponašanje svih onih unutar njenih zidova.
Članak iz Stanford News Servicea iz 1997. opisao je ciljeve ovog eksperimenta na detaljniji način:
Zimbardov primarni razlog za provođenje eksperimenta bio je usredotočiti se na moć uloga, pravila, simbola, grupnog identiteta i situacijske provjere ponašanja koja bi općenito začudila obične pojedince. »Više sam godina provodio istraživanje o deindividuaciji, vandalizmu i dehumanizaciji što je ilustriralo lakoću s kojom se obični ljudi mogu navesti da se upuste u antisocijalna djela, stavljajući ih u situacije u kojima se osjećaju anonimno ili kako mogu percipirati druge kao manje vrijedne, kao neprijatelje ili objekte«, rekao je Zimbardo na simpoziju u Torontu, 1996.
Studiju je financirao američki Ured za pomorska istraživanja kako bi se bolje razumjelo antisocijalno ponašanje. Mornarica Sjedinjenih Američkih Država željela je istražiti uzroke sukoba između vojnih čuvara i zarobljenika.

## Tijek eksperimenta

### Angažiranje
Nakon što su od sveučilišta dobili odobrenje za provođenje eksperimenta, sudionici studije su angažirani pomoću oglasa u sveučilišnim novinama koji je glasio:
Muški studenti potrebni za psihološko proučavanje zatvorskog života. 15 dolara po danu tijekom 1-2 tjedna, počevši od 14. kolovoza. Za dodatne informacije i prijave dođite u sobu 248 Jordan Halla, Sveučilište Stanford.
Prijavilo se 75 muškaraca, a nakon procjena i intervjua, 24 su odabrana za sudjelovanje u dvotjednoj zatvorskoj simulaciji. Podnositelji zahtjeva bili su pretežno bijelci, srednje klase i činilo se da su psihički stabilni i zdravi. Skupina subjekata pažljivo je odabrana kako bi se isključili oni s kriminalnom pozadinom, psihičkim oštećenjima ili zdravstvenim problemima. Nasumično, polovica ispitanika dobila je ulogu čuvara, drugoj je polovici dodijeljena uloga zatvorenika. Svi su pristali sudjelovati u razdoblju od 14 dana zauzvrat za 15 USD po danu.

### Dan 0: priprema
subota, 14. kolovoz
Dan prije službenog početka eksperimenta, sudionici koji su dobili ulogu čuvara dobili su uniforme i opremu, posebno odabranu da sliče na uniforme koje često nose profesionalni zatvorski čuvari i vojska. Dobili su sunčane naočale kako bi sprječavali kontakt očima sa zatvorenicima zbog anonimnosti. 
Eksperiment je proveden u dijelu podruma Jordan Halla tijekom ljetnog odmora. Svaka ćelija (1,8 × 2,7 m) imala je mjesta za troje, krevetić (s madracem, plahtom i jastukom) za svakog zatvorenika i nije bila osvijetljena. Zatvorenici su bili zatvoreni 24 sata dnevno. Nasuprot tome, čuvari su živjeli u drugačijem okruženju, odvojeno od zatvorenika. Imali su pristup zbornici gdje su se mogli opuštati i odmarati. Izmjenjivali su se u smjenama i nisu bili traženi da ostanu na radnom mjestu nakon završetka smjene, međutim dosta ih je ostajalo. 
Zimbardo je prije pokusa dao instrukcije čuvarima da na razne načine ne poštuju zatvorenike. Na primjer, zatvorenike su morali spominjati brojem, a ne imenom. To je, prema Zimbardu, imalo za cilj umanjiti individualnost zatvorenika. No, ni u kojem slučaju nisu smjeli dići ruku na zatvorenika. 
Istraživači su mogli pratiti ponašanje zatvorenika i stražara koristeći skrivene kamere i mikrofone. Zimbardo je bio nadzornik eksperimenta, a dodiplomski znanstveni asistent, David Jaffee, preuzeo je ulogu upravitelja zatvora.

### Dan 1: uhićenja
nedjelja, 15. kolovoz
Zatvorenici su »uhićeni« u svojim domovima ili na dodijeljenim mjestima, »optuženi« za oružanu pljačku i provalu. Lokalna policijska uprava Palo Alta pomogla je Zimbardovom timu u simuliranim uhićenjima i provela potpune procedure na zatvorenicima u policijskom sjedištu grada, što je uključivalo upozorenje na prava, uzimanje otisaka prstiju i fotografiranje. Sve te radnje je video-dokumentirao reporter lokalne TV stanice iz San Francisca putujući uokolo sa Zimbardom. U međuvremenu su se trojica stražara pripremala za dolazak zatvorenika. Zatvorenici su potom iz policijske postaje prevezeni u lažni zatvor. 

U zatvoru su ih sustavno pretresali. Traženi su da se svuku goli kako bi ih stražari pošpricali antibakterijskim sredstvom. Zatvorenici su nosili neudobne, loše krojene halje i čarape na glavi (zbog deindividuacije), kao i lanac oko jednog gležnja. 
»Svaki zatvorenik je sustavno pretraživan i skidan do gola. Zatim je bio čišćen sprejom, kako bismo prenijeli naše uvjerenje da možda ima klice ili uši[...] Pravi zatvorenici ne nose haljine, ali se osjećaju poniženo i emaskulirano. Naš cilj je bio brzo proizvesti slične efekte tako da muškarce obučemo u haljinu bez ikakvog donjeg rublja. Doista, čim su neki od naših zarobljenika obučeni u ove uniforme, počeli su drugačije hodati i sjediti, te se držati drugačije – više kao žene nego kao muškarci.«
Zatvorenike je potom pozdravio upravnik koji im je prenio ozbiljnost njihovog kaznenog djela i njihov novi status zatvorenika. Nakon što su im predstavljena zatvorska pravila, zatvorenici su se povukli u svoje ćelije do kraja prvog dana eksperimenta.

### Dan 2: pobuna zatvorenika
ponedjeljak, 16. kolovoz
Čuvari su zatvorenike nazivali dodijeljenim brojevima i zatvarali ih u male ćelije. U 2:30 ujutro zatvorenici su se pobunili protiv metode buđenja koji su čuvari koristili; zviždanjem i zveckanjem palica po rešetkama. Zatvorenici su odbijali izaći iz svojih ćelija da jedu, iskidali su etikete s brojevima, skidali čarape s glave i vrijeđali čuvare.
Kao odgovor, čuvari su pošpricali zatvorenike vatrogasnim aparatima kako bi ponovno uspostavili kontrolu. Pozvana su trojica rezervnih čuvara kako bi pomogli pri povratku kontrole nad zatvorom. Čuvari su zatvorenicima skinuli svu odjeću, iznijeli madrace i glavne poticatelje pobune poslali u Rupu (ormar koji je služio kao samica).

### Dan 3: uzvraćaj čuvara
utorak, 17. kolovoz
Kako bi ograničili daljnje neposlušnosti, čuvari su odvajali i nagrađivali zatvorenike koji su imali manje uloge u pobuni. Ta trojica su provela vrijeme u »dobroj« ćeliji gdje su dobivali odjeću, krevete i hranu koja je ostala uskraćena za ostatak zatvorenika. Nakon otprilike 12 sati, njih troje se vratilo u svoje stare ćelije u kojima su nedostajali kreveti.
Čuvari su zloupotrebljavali svoju moć kako bi ponizili zatvorenike. Tjerali su zatvorenike da rade i broje sklekove, ograničili su pristup kupaonicama i prisilili ih na vršenje nužde u kanti u svojim ćelijama, uskraćivali im spavanje...
Zatvorenik #8612 počeo je pokazivati znakove psihičkog sloma, počeo je vrištati od bijesa. Nakon što je vidio njegovu patnju, znanstveni asistent Craig Haney odmah je pustio subjekta van eksperimenta.

### Dan 4: podjela zatvorenika
srijeda, 18. kolovoz
Vidjevši da čuvari dijele zatvorenike na temelju njihovog dobrog ili buntovnog ponašanja, zatvorenici su se počeli distancirati jedni od drugih. Izgrednici su vjerovali da su ostali zatvorenici cinkaroši i obrnuto. Drugi zatvorenici su pobunjenike vidjeli kao prijetnju statusu quo budući da su ponovno željeli imati krevete i odjeću za spavanje.
Ponašanje čuvara prema zatvorenicima se iz dana u dan pogoršava, a zatvorenici su postali pasivni i depresivni. Zatvorenik #819 počeo je pokazivati simptome uznemirenosti: počeo je plakati u svojoj ćeliji. Doveden je svećenik da razgovara s njim, ali #819 je odbio razgovarati i umjesto toga je zatražio liječnika. Nakon što ga je vidio, Zimbardo je subjekta uvjerio u njegov stvarni identitet, da se ne nalazi u pravom zatvoru i dopustio mu da napusti eksperiment. Kad je #819 odlazio, čuvari su nagovarali preostale zatvorenike da glasno i uzastopno osuđuju da je »#819 loš zatvorenik«.

### Dan 5: povećavanje zabrinutosti
četvrtak, 19. kolovoz
Ovaj je dan bio predviđen za posjete prijatelja i obitelji zatvorenika kako bi se simuliralo zatvorsko iskustvo.
Zimbardo i stražari natjerali su posjetitelje da dugo čekaju da vide svoje najmilije. Samo dva posjetitelja mogla su vidjeti jednog zatvorenika i to samo deset minuta dok ga je stražar promatrao. Roditelji su postali zabrinuti za dobrobit svojih sinova i imaju li dovoljno za jesti. Neki roditelji su otišli s planovima da kontaktiraju odvjetnike kako bi dobili prijevremeno oslobađanje svojih sinova.
Christina Maslach, Zimbardova partnerica, je te noći posjetila zatvor i bila je uznemirena promatrajući kako čuvari zlostavljaju zatvorenike, tjerajući ih da nose papirne vreće preko glave. Kritizirala je Zimbarda zbog nemoralnosti studije. Konačno, rekla mu je da je svojom ulogom nadzornika promijenjen u nekoga koga nije prepoznavala niti voljela. Njezina izravna kritika eksperimenta i pogoršanje situacije u zatvoru potaknuli su Zimbarda da prekine eksperiment sljedeći dan.

### Dan 6: obustavljanje studije
petak, 20. kolovoz
Zbog bijesa Christine Maslach, zabrinutosti roditelja i sve veće brutalnosti koju su stražari pokazali u eksperimentu, Zimbardo je završio studiju šestog dana. Okupio je sudionike (čuvare, zatvorenike i istraživače) kako bi ih obavijestio da je eksperiment završen i dogovorio da im plati punu naknadu za 14 dana. Zimbardo se zatim susreo na nekoliko sati najprije sa svim zatvorenicima, zatim s čuvarima, i na kraju su se svi okupili kako bi podijelili svoja iskustva. Zatim su svi sudionici zamoljeni da ispune osobnu retrospektivu koja će mu naknadno biti poslana poštom. Konačno, svi sudionici su pozvani da se vrate tjedan dana kasnije kako bi iznijeli svoja mišljenja i emocije.
Kasnije su fizičke komponente zatvora u okrugu Stanford rastavljene i uklonjene iz podruma Jordan Halla dok su se ćelije vratile svojoj uobičajenoj funkciji kao uredi za studente. Zimbardo i njegov istraživački tim diplomiranih studenata, Craig Haney i Curtis Banks, počeli su prikupljati višestruke izvore podataka koji će biti osnova za nekoliko članaka koje su uskoro napisali o svom eksperimentu, te za Zimbardov kasnije proširen i detaljan pregled SZE-a u svojoj knjizi temeljenoj na podacima eksperimenta, Luciferov učinak (2007).

## Zimbardov zaključak
Prema Zimbardovoj interpretaciji eksperimenta, pokazalo se da je simulirani zatvor, a ne individualne crte osobnosti, uzrokovao ponašanje sudionika.
Međutim, rečeno je da je ponašanje sudionika moglo biti oblikovano i spoznajom da su promatrani (Hawthorneov učinak). Umjesto da ih sputava strah od promatrača, čuvari su se možda ponašali još agresivnije kada nadzornici koji su ih promatrali nisu uskočili da ih zaustave. Tako su isto zatvorenici naučili da imaju malo utjecaja na ono što im se događa, zbog čega su prestali reagirati i odustali.
Zbog etičkog i psihičkog opreza, eksperiment nikada poslije nije repliciran.

## Kritike i etičke dileme
Od gotovo početka, bilo je kontroverzi oko moralnosti i znanstvene strogosti zatvorskog eksperimenta u Stanfordu. Mnogi su smatrali da eksperiment uključuje upitnu etiku, ponajviše jer je eksperiment nastavljen čak i nakon što su sudionici izrazili želju da se povuku. Unatoč činjenici da je sudionicima rečeno da imaju pravo otići u bilo koje vrijeme, Zimbardo to nije dopustio.
Erich Fromm je tvrdio da vidi generalizacije u rezultatima eksperimenta i tvrdio je da osobnost pojedinca utječe na ponašanje u zatvoru, a ne da zatvor utječe na ponašanje, što se kosilo sa Zimbardovim zaključkom. Fromm je također tvrdio da se količina sadizma kod subjekata ne može odrediti metodama korištenim u eksperimentu.
Studiju je 2013. kritizirao psiholog Peter Gray, koji je tvrdio da će sudionici psiholoških eksperimenata vjerojatnije raditi ono što vjeruju da istraživači žele da rade, a posebno u slučaju zatvorskog eksperimenta u Stanfordu, da djeluju iz njihovih stereotipnih stajališta o tome što zatvorenici i čuvari rade i što se od njih očekuje u eksperimentu.
Drugi kritičari su tvrdili da je pristranost odabira možda igrala veliku ulogu zbog oglasa koji je opisivao potrebu za zatvorenicima i čuvarima, a ne za studiju socijalne psihologije.

## Posljedice
Nakon Stanfordskog zatvorskog eksperimenta uspostavljene su etičke smjernice za eksperimente koji uključuju ljude. Zatvorski eksperiment u Stanfordu doveo je do provedbe pravila koja su spriječila bilo kakvo štetno postupanje prema sudionicima. Prije nego što se provedu, studije na ljudima sada moraju pregledati i utvrditi institucionalni odbor za reviziju ili etički odbor da su u skladu s etičkim smjernicama koje je postavilo Američko psihološko udruženje ili Britansko psihološko društvo. Ove smjernice uključuju i razmatranje je li potencijalna korist za znanost veća od mogućeg rizika za fizičku i psihičku štetu.
Posteksperimentalni sastanak sada se smatra važnim etičkim razmatranjem kako bi se osiguralo da sudionici ne budu na bilo koji način oštećeni svojim iskustvom u eksperimentu. Premda je Zimbardo proveo sastanke, dogodili su se nekoliko godina nakon eksperimenta. Do tada su brojni detalji bili zaboravljeni; unatoč tome, mnogi su sudionici izvijestili da nisu iskusili trajne negativne učinke. Trenutni standardi određuju da se sastanak treba dogoditi što je prije moguće kako bi se procijenila kakva je psihička šteta, ako je ikakva, mogla biti učinjena, te rehabilitirati sudionike, ako je potrebno. Istraživač je dužan poduzeti korake za smanjenje štete.
Eksperiment je kasnije korišten za ilustraciju teorije kognitivne disonance i moći autoriteta.
Jedan dosta pozitivan rezultat eksperimenta je bila promjena upravljanja američkim zatvorima. Na primjer, maloljetnici optuženi za zločine više se ne smještaju s odraslim zatvorenicima, zbog opasnosti od nasilja nad njima.
Ubrzo nakon što je studija završena, došlo je do krvavih pobuna u zatvorskim objektima San Quentin i Attica, pa je Zimbardo je izvijestio svoje nalaze o eksperimentu Odboru za pravosuđe američkog Kongresa.

### Incidenti u Abu Ghraib
Kada su u ožujku 2004. objavljene informacije o mučenju i zlostavljanja zatvoreniku u zatvoru Abu Ghraib u Iraku, sam Zimbardo, koji je pomno pazio na detalje priče, bio je zapanjen sličnošću s vlastitim eksperimentom. Bio je užasnut time što su službeni vojni i vladini predstavnici prebacili krivnju za mučenje i zlostavljanje na nekoliko loših čuvara, umjesto da priznaju moguće probleme u cijelom svom zatvorskom sustavu.
Naposljetku, Zimbardo se uključio s timom odvjetnika koji je zastupao jednog od zatvorskih čuvara Abu Ghraiba, stožernog narednika Ivana »Chipa« Fredericka. Omogućen mu je potpuni pristup svim istražnim i pozadinskim izvješćima te je svjedočio na vojnom sudu, što je rezultiralo osmogodišnjom zatvorskom kaznom za Fredericka 2004. godine.
Sličnosti u svom eksperimentu i incidentima u Abu Ghraib zatvoru, Zimbardo je iznio u svojoj knjizi Luciferov učinak.

## Slične studije

### BBC zatvorska studija
Psiholozi Alex Haslam i Steve Reicher proveli su BBC zatvorsku studiju 2002. i objavili rezultate 2006. godine. Ovo je bila djelomična replikacija zatvorskog eksperimenta u Stanfordu provedenog uz pomoć BBC-a, koji je prenosio događaje u studiji u dokumentarnoj seriji pod nazivom Eksperiment. Njihovi rezultati i zaključci razlikovali su se od Zimbardovih i doveli do brojnih objavljivanja o tiraniji, stresu i vodstvu. BBC-jev zatvorski studij sada se predaje kao temeljno gradivo na nastavnom programu OCR psihologije A-razine u Ujedinjenom Kraljevstvu.
Iako Haslamov i Reicherov postupak nije bio izravna replikacija Zimbardovog, njihova studija dodatno sumnja na točnost njegovih zaključaka. Točnije, dovodi u pitanje ideju da se ljudi bezumno uvode u uloge.

### Eksperiment Treći val
Godine 1967., proveden je »Treći val«, eksperiment srednjoškolskog profesora Rona Jonesa u Palo Altu u Kaliforniji koji je proučavao koliko je lagano utjecati na masu ljudi putem autoritarnih metoda, s ciljem da demonstrira kako su nacisti u Trećem Reichu mogli djelovati na način na koji su djelovali. 
Eksperiment je počeo tako što je Jones svojim učenicima preporučio da se učlane u sekciju koja će proučavati tajni pokret »Treći val« koji se zakaže za »obustavljanje demokracije«. Učenicima je rečeno da je ovaj tajni pokret rasprostranjen po cijelom svijetu i da će se ubrzo objaviti svijetu i kandidirati za predsjedništvo SAD-a. Kroz strogost i disciplinu, učenicima je ispiran mozak na sekciji. Eksperiment je trajao pet dana i petog je dana prekinut jer je situacija izmakla kontroli; sudionici pokreta su vršili diskriminaciju i nasilje nad onima koji nisu bili članovi pokreta.
U oba eksperimenta, »Trećem valu« i zatvorskim eksperimentom, sudionicima je bilo teško napustiti studiju. Obje studije ispituju ljudsku prirodu i učinke autoriteta. Zaključeno je da su osobnosti ispitanika imale mali utjecaj na oba eksperimenta.

### Milgramov pokus
Milgramov pokus/eksperiment je studija psihologa Stanleyja Milgrama koja je provedena 1961. u New Havenu, Connecticut. Cilj eksperimenta bio je objasniti zločine iz doba nacizma, odnosno kako je nacija ljudi podržavala mučenje i istrebljenje drugih ljudi, preciznije, kako su dužnosnici Trećeg Reicha sami mogli izvoditi mučenje i ubijanje drugih. Eksperimenti su doveli do šokantnog zaključka. 
U cijelom eksperimentu su svi sudionici, osim osobe nad kojom se eksperiment vodi, znali o čemu se radi. U oglasu eksperimenta je stajalo da je potreban asistent za učenje o pamćenju, koji će, neznano njemu, biti subjekt eksperimenta. Kada bi subjekt došao, dana mu je uloga asistenta, a »profesor«, glumac koji zna za eksperiment, je bio nadležan. Pokus je bio da asistent jednom »učeniku« za svaku grešku u školskom radu zadaje strujni udar. Napon je povećan nakon svake pogreške za 15 volti. »Profesor« je nadgledao cijelu situaciju. U stvarnosti, iskusni glumac koji je glumio učenika nije zadobivao strujni udar, već se pretvarao. Kad bi napon dosegao 150 V, »učenik« je pitao smije li biti pušten iz svoje stolice, jer ne može više izdržati bol. Nasuprot tome, »profesor« je tražio od asistenta da treba nastaviti »za dobrobit znanosti«. Čak i kada bi asistent izrazio sumnju ili rekao da ne želi dalje ići, »profesor« bi ga konstantno uvjeravao da nastavi zadavati strujne udare učeniku, što asistentu nije padalo teško.
Znatan broj osoba su obavljale ono što je se tražilo od njih, i nisu se suprotstavili moralnosti čina ili prigovorima savjesti, dok se samo činilo da naredbe dolaze od legitimnih autoriteta. 65% sudionika bi koristili smrtonosan intenzitet električnog udara.
U Zimbardovoj i Milgramovoj studiji, sudionici se prilagođavaju društvenim pritiscima. Sukladnost se jača tako što se nekim sudionicima dopušta da se osjećaju više ili manje moćnima od drugih. U oba eksperimenta ponašanje se mijenja kako bi odgovaralo autoritetu.

## U popularnoj kulturi
2015. je snimljen film »The Stanford Prison Experiment« koji vrlo realno vizualizira događaje iz eksperimenta.

## Vanjske poveznice
- Arhivirana inačica izvorne stranice od 10. ožujka 2010. (Wayback Machine)
- Službena stranica (engl)
- Summary of the experiment {engl.)